# John Ensign
Pour les articles homonymes, voir Ensign (homonymie).
John Ensign, né le 25 mars 1958 à Roseville (Californie), est un homme politique américain. Membre du Parti républicain, il est représentant des États-Unis de 1995 à 1999 et sénateur des États-Unis de 2001 à 2011 pour le Nevada.

## Biographie

### Origine et carrière privée
John Ensign naît au nord-est de Sacramento en Californie avant que sa famille ne déménage dans le Nevada. Vétérinaire, il est aussi un homme d'affaires à l'origine de la création à Las Vegas d'un hôpital pour animaux, ouvert en continu.

### Engagement politique

#### Représentant des États-Unis
En 1994, il se lance en politique et est élu à la Chambre des représentants des États-Unis dans un contexte de révolution républicaine. Il est réélu en 1996.

#### Sénateur des États-Unis
En 1998, il préfère concourir pour le poste de sénateur fédéral du Nevada mais est battu de très peu par le titulaire démocrate sortant, Harry Reid (47,9 % contre 47,8 % des suffrages), alors que George W. Bush remporte l'État lors de l'élection présidentielle. L'écart entre les deux hommes en nombre de voix est de 428 sur plus de 400 000 bulletins de vote. En 2000, Ensign concourt pour l'autre poste de sénateur et est élu au siège laissé vacant par le sénateur démocrate Richard H. Bryan. Il bat le démocrate Ed Bernstein avec 55,1 % des suffrages face à 39,7 % pour Bernstein.
Selon le groupe de lobbying American Conservative Union, Ensign est distingué avec Chuck Hagel (Nebraska) et Don Nickles (Oklahoma) comme l'un des sénateurs les plus conservateurs du Congrès en 2003. Au matin du 30 janvier 2006, Ensign et son assistant sont légèrement blessés dans un accident de voiture à Las Vegas. Lors des élections de 2006, il est candidat pour un nouveau mandat de sénateur en dépit d'un taux d'approbation de son action non plus majoritaire, à 49 %. Le 7 novembre 2006, il est réélu avec 55,4 % des voix contre 41 % à Jack Carter, fils de l'ancien président Jimmy Carter.
Le 18 décembre 2010, Ensign vote l'abrogation — proposée par Barack Obama — de la loi Don't ask, don't tell, qui interdisait aux membres des forces armées des États-Unis d'afficher leur homosexualité. Huit sénateurs républicains votent l'abrogation,. Il s'oppose aux nominations de Sonia Sotomayor et d'Elena Kagan à la Cour suprême des États-Unis.
Il démissionne du Sénat le 3 mai 2011, à la suite de sa mise en cause dans un scandale d'ordre extra-conjugal. Ensign arrange en effet pour le mari de sa maîtresse et ancien employé de son bureau à Washington, D.C. un emploi dans une firme de lobbying, afin de lui faire garder le silence sur ses agissements. Le gouverneur Brian Sandoval nomme le représentant fédéral Dean Heller pour lui succéder.